# Andreas Amrhein
Pour les articles homonymes, voir Amrhein.
Andreas Amrhein (au civil Josef Georg Amrhein), né le 4 février 1844 à Gunzwil (Canton de Lucerne) et mort le 29 décembre 1927 à Sankt Ottilien (Bavière), est un moine bénédictin, fondateur de la congrégation ottilienne, appartenant à la confédération bénédictine.

## Biographie

### Jeunesse
Josef Georg Amrhein naît dans une famille de cultivateurs lucernois. Il étudie à Beromünster et à Lucerne. Il tombe gravement malade en 1862 et part se soigner en Italie. De retour, il est vivement impressionné par les prédications d'un Jésuite suisse, le Père Pierre Roh, au cours d'une mission populaire. Il part faire ses études à Paris et à Lucerne, et à l'automne 1868 à l'Université de Tübingen pour faire sa théologie. Il y rencontre Karl Joseph von Hefele (futur évêque de Rottenburg) qui lui fait connaître la spiritualité bénédictine. 
Le jeune homme entre en 1870 à l'abbaye de Beuron, abbaye bénédictine en plein essor. Il y prononce ses vœux sous le nom de religion d'Andreas (André), et est ordonné prêtre le 16 juillet 1872. Il fait ensuite partie d'un groupe de moines partis fonder l'abbaye de Maredsous en Belgique, mais doit rentrer à cause de sa santé fragile. Féru d'art, il se passionne pour l'école de peinture de l'abbaye de Beuron. Il retourne à Maredsous en 1876, dont il est nommé infirmier et chantre. Il peint des fresques de l'abbatiale.

### Désir de missions

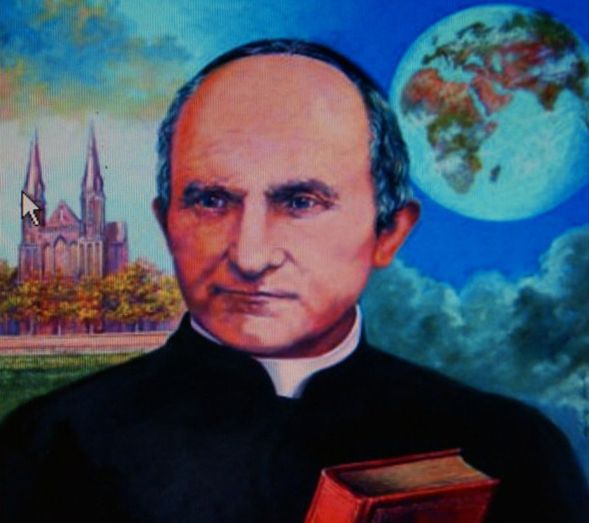
Le P. Arnold Janssen, conseiller du P. Amrhein

Animé du désir d'être missionnaire, le P. Amrhein demande la permission de former un groupe missionnaire, mais ne reçoit pas de réponse. Il prend conseil auprès de Jésuites qui l'encouragent, mais il est envoyé par ses supérieurs de 1880 à 1882 à la nouvelle abbaye d'Erdington (en) fondée par Beuron en Angleterre pour y être professeur à l'école secondaire de l'abbaye ; puis il est envoyé chez les Missionnaires de Mill Hill à Londres. Son désir de mission y est stimulé. 
Alors que la famille bénédictine est en plein renouveau (fondations d'abbayes en Amérique, par les Suisses, les Allemands, les Français, etc.), il obtient de l'archi-abbé de Beuron de tenter l'expérience, à condition qu'elle soit supervisée par Beuron. Il part pour Rome en janvier 1883 demander conseil et permission à la congrégation de la Propagande de la Foi qui le soutient : Mgr Jacobini lui conseille de s'arrêter quelques mois à la maison-mère de Steyl chez les Pères de la Société du Verbe-Divin pour s'informer sur les missions, ce qu'il fait. Son recteur le Père Arnold Janssen écrit une lettre énergique à l'archi-abbé Maur pour que Amrhein puisse former une nouvelle congrégation bénédictine à orientation missionnaire, séparée de la congrégation de Beuron. Le P. Amrhein a l'appui de Steyl et de Mill Hill.

### Fondateur

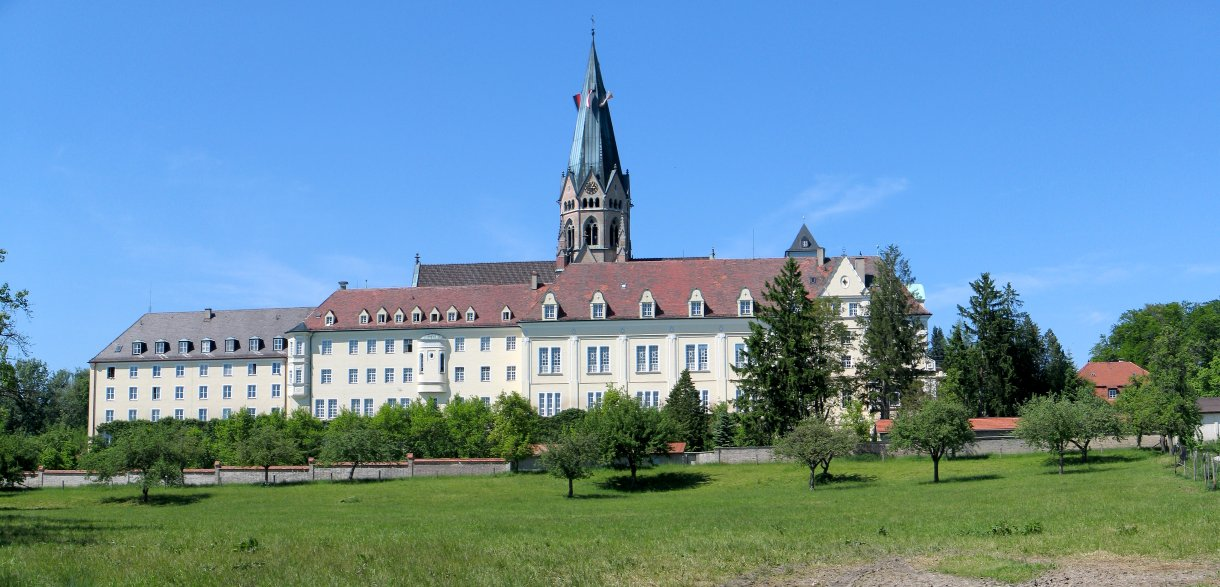
Vue de l'abbaye de Sainte-Odile

Le P. Amrhein est supérieur général à Reichenbach (Haut-Palatinat) en 1884 de la nouvelle congrégation des Bénédictins missionnaires devenus 'Bénédictins missionnaires de Sainte-Odile' par la suite ; puis il fonde, après avoir reçu la permission du ministre bavarois de la culture en 1885, l'abbaye de Sainte-Odile (Sankt Ottilien) en Bavière, dont il achète le domaine en 1886. Quatre candidates se présentent aussi en 1885. ce sera le noyau de la branche féminine, les Bénédictines missionnaires de Tutzing. Le P. Arnheim célèbre pour la première fois la messe à la chapelle Sainte-Odile, le 25 janvier 1887. Le premier moine-prêtre à être envoyé en Afrique orientale allemande le sera au cours de l'année 1887, mais les moines et les sœurs s'y confrontent aussi à la maladie et parfois à la mort. Toutefois l'enthousiasme des missions ne faiblit jamais. 
À l'été 1895, Andreas Amrhein, miné par la fatigue, fait une dépression nerveuse alors qu'il était à Rome pour fonder un généralat. Il y envoie finalement sa démission de la congrégation à la fin de l'année. Le sous-prieur, le Père Maur Hartmann, le remplace en attendant. Il y a seize prêtres, treize clercs étudiants, quarante-six frères et soixante-et-onze sœurs. L'abbaye devient en 1896, après une visitation officielle, un prieuré dépendant directement de Rome et l'abbé Ildefons Schober, venant de l'abbaye de Seckau est nommé par Rome supérieur général quelques mois plus tard. La congrégation est définitivement organisée et approuvée par Rome en 1914. 
Entre-temps, le Père Arnheim se soigne à Rome et à Florence, ville qu'il affectionnait particulièrement dans sa jeunesse grâce à ses œuvres d'art. Il est à Zurich en 1901, puis auprès des abbayes d'Einsiedeln et de Notre-Dame-de-la-Pierre. Il s'installe en 1907 à Stuttgart, où il illustre le catéchisme du diocèse de Rottenburg. À la fin de sa vie, il demande à finir ses jours à Sainte-Odile, où il retourne en 1923.
Le Père Andreas Arnheim meurt en 1927 n'ayant jamais retrouvé sa santé mentale.